# Emilie Engel

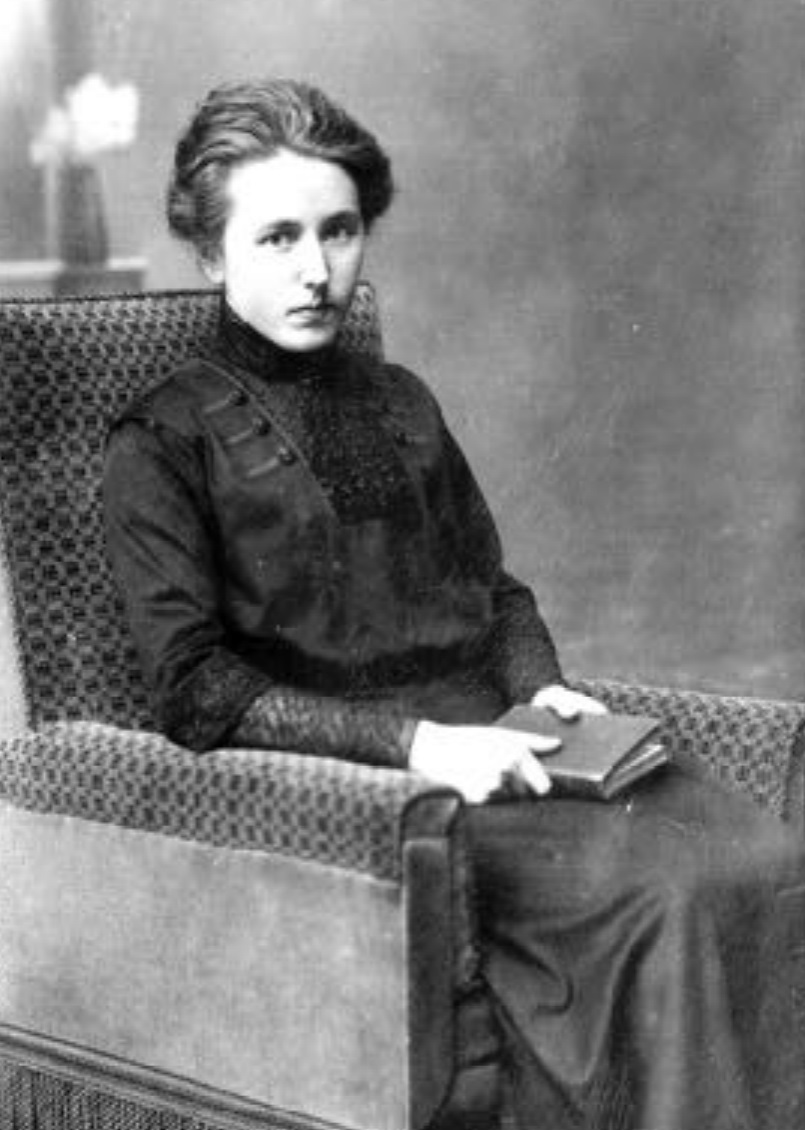
Emilie Engel als junge Lehrerin

Emilie Engel (* 6. Februar 1893 in Husten/Drolshagen; † 20. November 1955 in Koblenz-Metternich) war eine katholische Lehrerin und Ordensschwester. Als Provinzoberin der Schönstätter Marienschwestern wurde sie prägend für die Schönstatt-Bewegung. Sie starb „im Ruf der Heiligkeit“. 1999 wurde ein Seligsprechungsverfahren eingeleitet.

## Leben
Emilie war das vierte von zwölf Kindern der Landwirtsfamilie Engel in Husten im katholisch geprägten Sauerland. Die Familie pflegte ein intensives religiöses Leben. Außer Emilie traten später noch drei weitere Schwestern den Schönstätter Marienschwestern bei. Der Tod ihres fünf Monate alten Bruders Albert 1904 und ihres Bruders Josef 1917 auf dem Schlachtfeld warf Schatten auf ihr gläubiges Vertrauen.
Gegen den Plan der Eltern, die sie im landwirtschaftlichen Familienbetrieb halten wollten, entschied sich Emilie 1908, wie bereits zwei ihrer Schwestern, für den Lehrerinnenberuf. Sie besuchte ein Jahr die Höhere Töchterschule der Armen Schulschwestern in Arnsberg, wo sie auch Klassensprecherin war, danach zwei Jahre die Präparandie und drei Jahre bis zum Abschluss 1914 das Lehrerinnenseminar in Arnsberg. 1915 wurde sie Lehrerin an der katholischen Volksschule Marienschule in Herne-Sodingen, wo bereits zwei ihrer Schwestern unterrichteten. 
In diesen Jahren schloss sie sich mehreren Gebetsvereinigungen an, Zeichen ihres Strebens nach Heiligkeit (Tagebucheintrag 1920). Viel Zeit verbrachte sie im Gebet vor dem Tabernakel in der Sodinger Pfarrkirche, wo sie Kraft für ihr pädagogisches und karitatives Wirken fand.
In Sodingen begegnete sie den prekären Lebensverhältnissen großer Teile der Ruhrbevölkerung, die der Weltkrieg zur Hungersnot verschärfte.  Die Not, die sie sah, berührte sie tief. Mit ihren Schwestern lud sie besonders benachteiligte Kinder in die gemeinsame Wohnung ein, wo es Spiele, Nachhilfe und Essen gab. Waisenkinder vermittelte sie in Familien und Ausbildung. Bei vereinsamten Sterbenden hielt sie Nachtwache. Ihr Engagement wirkte ansteckend auf ihre Kolleginnen.
1921 lernte sie bei der ersten Frauentagung in Schönstatt Pater Josef Kentenich kennen. Er wurde ihr geistlicher Führer und entwickelte mit ihr die Idee, eine weibliche geistliche Gemeinschaft zu gründen, die späteren Schönstätter Marienschwestern. Im Dezember 1923 organisierte sie die erste Frauentagung in Sodingen. 1925 übergab sie sich in persönlicher Weihe der Gottesmutter Maria. 1926 gab sie ihren Lehrerberuf auf, um sich ganz dem Aufbau der neuen Gemeinschaft innerhalb der Schönstattbewegung zu widmen, deren Leitung sie als Generalvikarin übernahm.
Unter dem Einfluss Pater Kentenichs wandelte sich ihr angstbetontes Gottesverhältnis, das starke Selbstzweifel und Versagensgefühle mit sich brachte, in ein rückhaltloses Vertrauen zur Vorsehung des liebenden Vaters. Ihm weihte sie sich in einem neuen Akt der Hingabe (Liebesbündnis) und stellte ihm auch künftige Leiden anheim. In ihrem weiteren Leben wirkte diese gläubige Güte anregend und ermutigend auf alle, die ihr begegneten.
1928 ging sie nach Essen und übernahm die Leitung eines Fürsorgeheims. 1929 wurde sie Novizinnenmeisterin der Marienschwestern. Sie übte das Amt mit mütterlicher Wärme, aber auch mit klaren Grundsätzen aus. Insgesamt 340 Novizinnen wurden von ihr geprägt.
1935 erkrankte sie an Tuberkulose; damit begann ihr jahrzehntelanger Leidensweg. Quälende Behandlungen und Operationen ertrug sie geduldig. 1946 wurde sie noch Provinzoberin der Westprovinz ihrer Gemeinschaft, zog sich aber 1950 aus der Leitung zurück. 1951 gründete sie eine Ausbildungsstätte für Seelsorgehelferinnen. Ab 1952 war sie auf den Rollstuhl angewiesen. In ihrer letzten Lebensphase war sie fast vollständig gelähmt, aber innerlich ungebrochen.

## Nachwirkung
Emilie Engel gab der weltweiten Schönstattbewegung und den Marienschwestern entscheidende Impulse. Ihr Grab am Provinzhaus der Schwestern in Koblenz-Metternich wird viel besucht. An ihrem Wohnhaus in Herne-Sodingen, Mont-Cenis-Straße 284, erinnert seit 2005 eine Gedenktafel an ihr Wirken.
Der Seligsprechungsprozess wurde am 12. Oktober 1999 eröffnet. Am 10. Mai 2012 erkannte ihr Papst Benedikt XVI. den heroischen Tugendgrad zu.